# WWF世界武術重量級冠軍
WWF世界武術重量級冠軍（英語：WWF World Martial Arts Heavyweight Championship），是隸屬於世界摔角娛樂的前身，也就是世界摔角聯盟的一冠軍項目。WWF世界武術重量級冠軍於1978年成立，於1989年5月25日由新日本職業摔角（NJPW）承接此冠軍項目，而名稱也改為十八銅人冠軍（英語：Greatest 18 Championship）。